# Shendam
Shendam est une zone de gouvernement local au Nigeria, dans l'État de Plateau, centrée sur la ville du même nom, Shendam, créditée en 2007 de 29 379 habitants, dont les coordonnées sont 8.90°N, 9.47°E.

## Anecdote
Depuis la nuit des temps, le chef de Shendam porte le titre de Long Goemai'.